# Sabine Bätzing
Sabine Bätzing, política alemana.

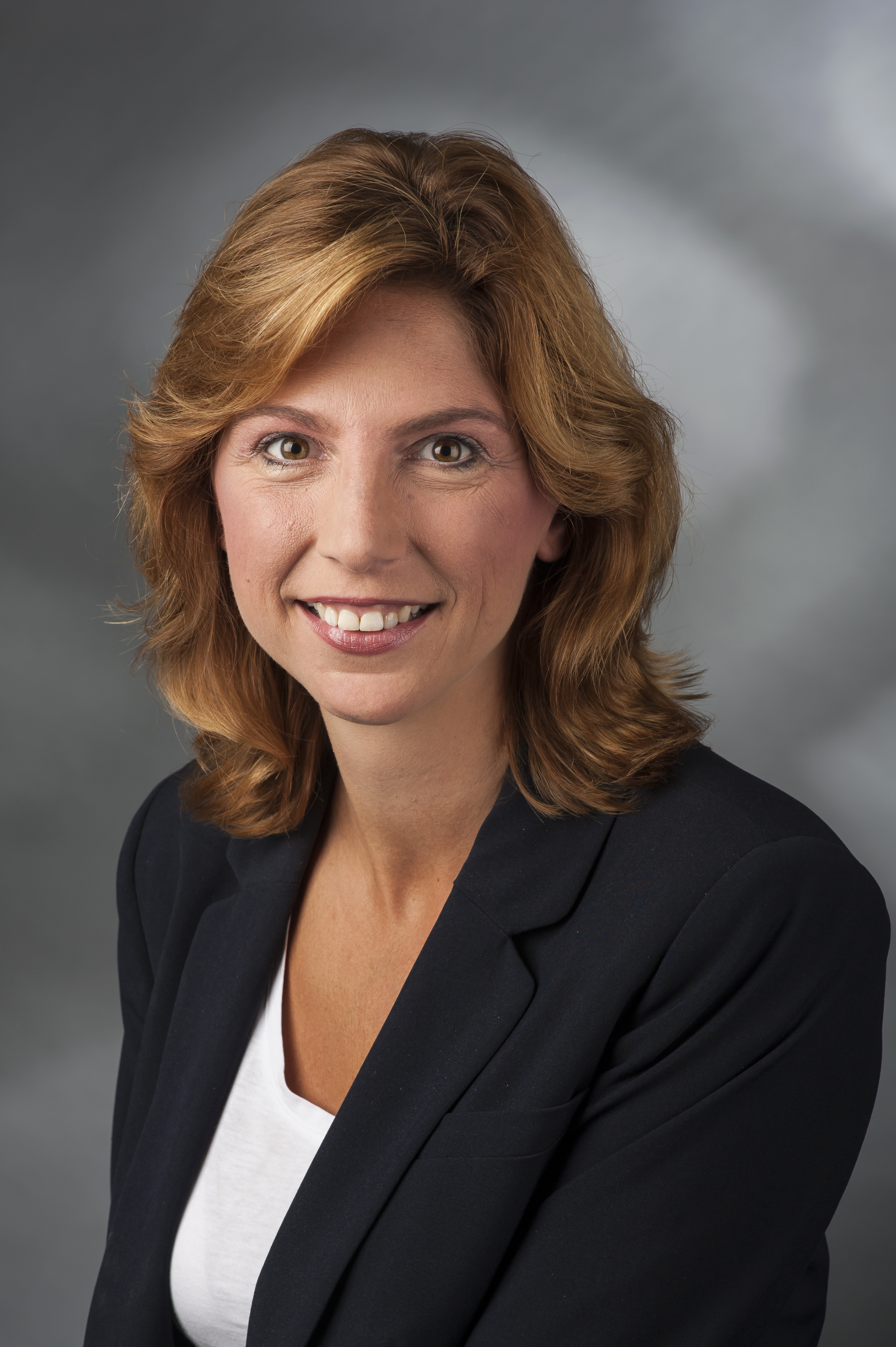
Sabine Bätzing, 2014.

Nació el 13 de febrero de 1975 en Renania-Palatinado.
Asumió como diputada en el año 2002 del Bundestag en representación del Partido Socialdemócrata de Alemania (SPD).
El 13 de junio de 2003 se casó con el músico Sven Markus Hellinghausen.